# JetFighter: The Adventure
JetFighter: The Adventure este un joc video din 1988, publicat de Velocity Development doar pentru MS-DOS.

## Gameplay
JetFighter: The Adventure este un joc în care un simulator modern de luptă aeriană are 32 de misiuni în plus față de misiunile de antrenament.

## Recepție
Daniel Hockman a revizuit jocul pentru revista Computer Gaming World și a declarat că „deși această primă ofertă de la Velocity are câteva aspecte aspre, este un produs foarte, foarte bun. Animația de ultimă generație este de neegalat. Departamentul tău de Apărare ar trebui să aprobe achiziția acestui sistem de arme? Afirmativ!"

## Recenzii
- The One - martie 1989
- The Games Machine⁠(d) - mai 1989
- ASM⁠(d) (Aktueller Software Markt) - iulie 1989
- Computer Gaming World - iunie 1991